# Цегельня

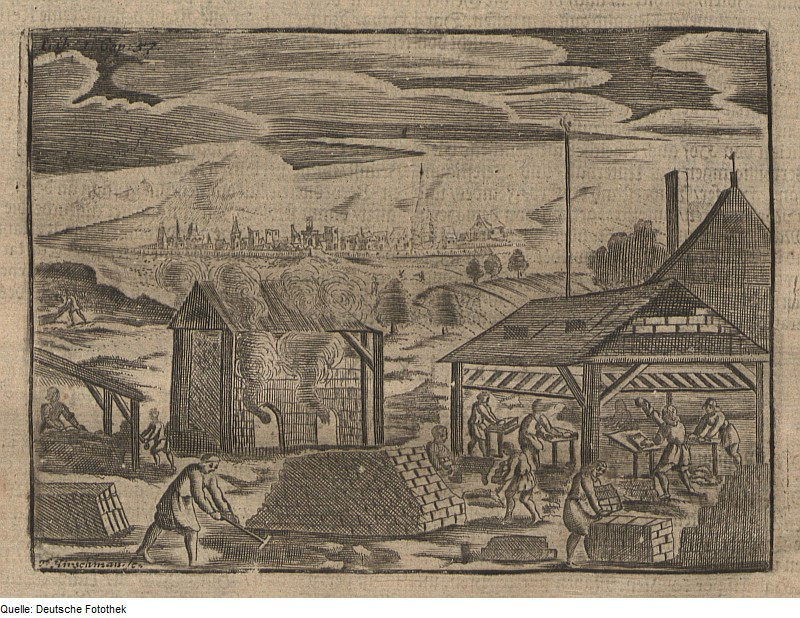
Ілюстрація робітників цегельні з Німеччини, 1695 рік

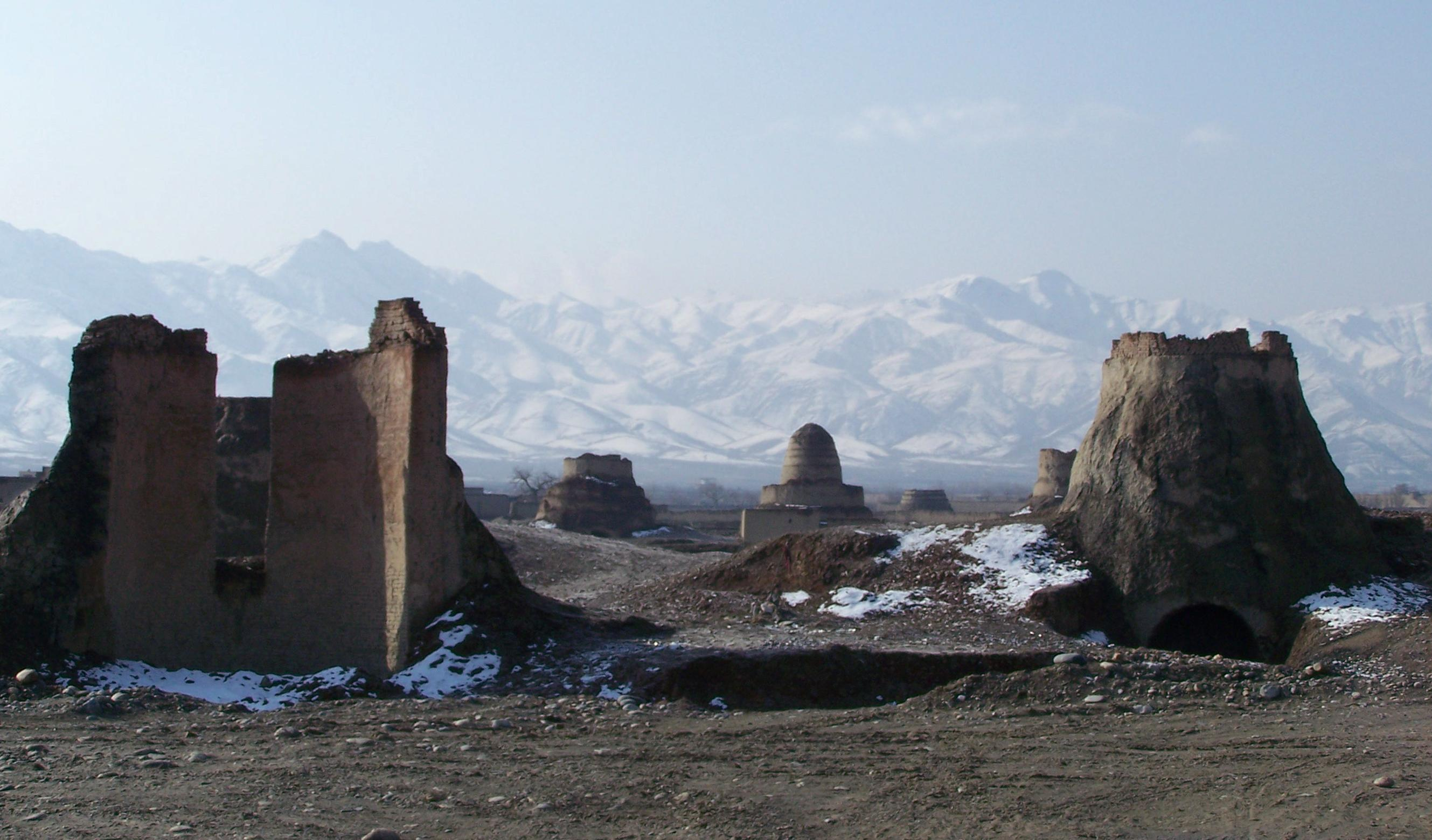
Купольні печі на стародавніх цегельних заводах у Кабулі

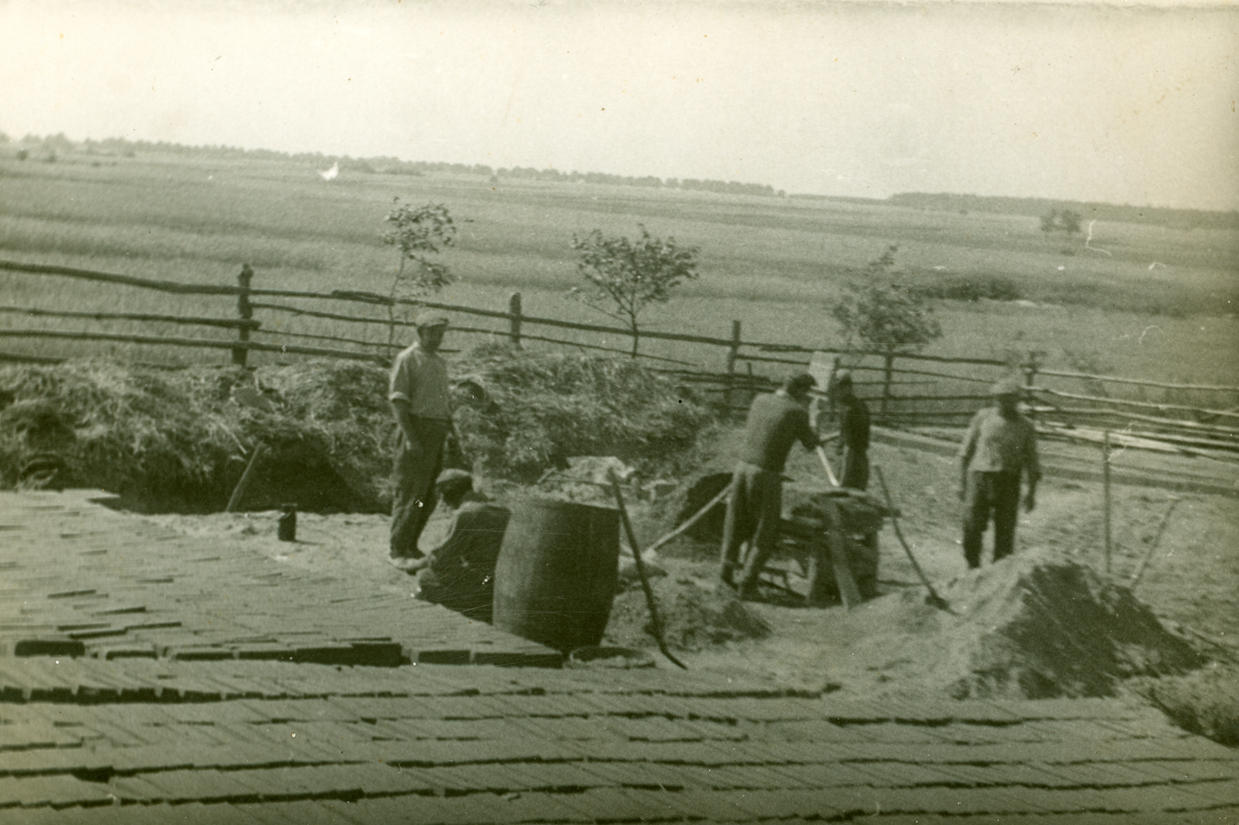
Цегельня в повоєнній Польщі

Римський військовий цегельний завод у Північній Угорщині, біля вигин Дунаю

Цегельня або Цеґельня — підприємство з виробництва цегли. Це місце або двір, де цегла виготовляється, випалюється та зберігається, або іноді продається чи іншим чином розповсюджується. На цегельні працюють цегельники. Цегельню можна побудувати поблизу природних джерел глини або на будівельному майданчику або поблизу нього, якщо необхідність або дизайн вимагають місцевого виробництва цегли.
Брікфілд і Брікфілдс стали загальними назвами колишніх цегельних родовищ у південно-східній Англії. На честь цього місця названа дитяча будівельна іграшка під назвою «Цегельня» (стилізована як BRICKYaRD).